# 马萨诸塞妥协
麻薩諸塞妥協（英語：Massachusetts Compromise）是針對批准美國憲法的爭議，在聯邦黨人與反聯邦黨人的爭論中達成的解決辦法。這個妥協有助於爭取足夠的支持，以確保其批准和採納憲法的前十條修正案，即權利法案。
反聯邦黨人擔心這個憲法將過度集中政府而削減個人的權利與自由。他們試圖修訂憲法，特別是權利法案，作為批准的條件。聯邦黨人堅持該文件必須被書面接受或是拒絕。
麻薩諸塞州努力批准憲法時遇到了嚴重對立，兩位著名的反聯邦黨人，約翰·漢考克和塞繆爾·亞當斯，幫助談判妥協。反聯邦黨人同意支持憲法的批准，但修正案的擬議文件必須生效。聯邦黨人同意支持擬議的修正案，特別是權利法案。
根據這一妥協，麻薩諸塞在1788年2月6日投票批准憲法。隨後五州也跟著投票批准，其中四州跟隨麻薩諸塞的作法，連同修正案的建議一起批准。